# Aeroportul Atyrau
Aeroportul Atyrau (IATA: GUW, ICAO: UATG) este un aeroport din Atyraú, Kazahstan ce deservește zona Atyraú. Aeroportul a fost tranzitat în 2019 de 937.032 de pasageri. A fost numit după zona deservită.
Situat la o altitudine de −22 m, aeroportul dispune de 1 pistă.

## Infrastructură

### Piste
Aeroportul dispune de o singură pistă. Pista are orientarea 14/32.